# SK Aarhus
SK Aarhus var en aarhusiansk håndboldklub, der spillede i Damehåndboldligaen til klubben lukkede i 2017. Klubben blev grundlagt i år 2000.
I sæsonen 2012/13 rykkede klubben ned fra Damehåndboldligaen efter en 8.-plads i grundspillet, sluttede på 3.-pladsen i deres kvalifikationspulje, hvilket betød de skulle møde KIF Vejen i op til tre playoffkampe, for at forblive i ligaen. Disse blev tabt med 2-1 i kampe trods to hjemmekampe.
Klubben fungerede på erhvervsvilkår og har udelukkende professionel damehåndbold på programmet. Klubben var funderet på Skovbakken Håndbold, med hvem den har et nært samarbejde.
SK Aarhus og forgængerne herfor havde i en årrække ligget i nederste del af den bedste række, da nedrykningen blev en realitet ved slutningen af sæsonen 2004/2005. SK Aarhus var imidlertid aldeles overlegne og rykkede op igen efter blot én sæson. Senere oprustede klubben og havde held til at tiltrække et par store profiler som Karin Mortensen, Josephine Touray og Trine Troelsen, og det gav resultat i form af en slutspilsplads og en fjerdeplads efter tre kampe mod FCK i 2008/2009.
Klubben havde generelt svært ved at finde sponsorer og havde derfor ofte en skrantende økonomi. Den 30. november 2009 kom det frem at SK Aarhus var gået i betalingsstandsning, og at de havde en frist til den 15. januar 2010 til at finde en løsning.  Dette fik et par af klubbens bærende kræfter til at stoppe i klubben ved årsskiftet 2009-10. Skønt det lykkedes at skaffe penge til at drive klubben videre, lykkedes det ikke at komme over de økonomiske problemer, og efter sæsonen 2010-11 forlod yderligere et par profiler klubben. Holdet kom med endnu mindre budget i gang med den følgende sæson, men 21. november 2011 besluttede ledelsen at tage skridt mod opløse klubben, da de daværende investorer ikke ønskede at forøge støtten.  Efterfølgende gik en gruppe investorer sammen om at sikre klubbens fremtid, hvilket resulterede i en videreførelse af klubben. 
I 2014 var klubben tilbage i Damehåndboldligaen da man i to kampe slog Nykøbing Falster Håndboldklub
Klubben lukkede i 2017 efter at hovedsponsoren trak sig. Det blev offentliggjort i foråret 2017, at SK Aarhus blev omdannet til et nyt projekt Aarhus United.

## Om klubben
Holdet spillede primært i Vejlby/Risskovhallen, men spillede undertiden sine hjemmekampe i NRGi Arena, bl.a. i sæsonen 2008/2009 . SK Aarhus har tidligere også indbefattet basketball og volleyball, men man har valgt at gå hver til sit igen. Basketballholdet gik tilbage til sit tidligere navn: Bakken Bears.

## Spillere i sæsonen 2016/2017
| Nr. | Navn                 | Nationalitet | Position     |
| --- | -------------------- | ------------ | ------------ |
| 1   | Mathilde Juncker     | Danmark      | Målvogter    |
| 2   | Amalie Jacobsen      | Danmark      | Playmaker    |
| 4   | Lærke Christensen    | Danmark      | Højre Back   |
| 5   | Julie Pontoppidan    | Danmark      | Playmaker    |
| 7   | Emma Mogensen        | Danmark      | Playmaker    |
| 11  | Trine Leth           | Danmark      | Venstre Fløj |
| 14  | Mette Tranborg       | Danmark      | Højre Back   |
| 16  | Anne-Sofie Ernstrøm  | Danmark      | Målvogter    |
| 17  | Charlotte Mikkelsen  | Danmark      | Højre Fløj   |
| 18  | Malene Gandrup       | Danmark      | Venstre Fløj |
| 19  | Anne Tolstrup        | Danmark      | Højre Fløj   |
| 20  | Anne Sofie Hjort     | Danmark      | Venstre Back |
| 21  | Majbritt Toft Hansen | Danmark      | Stregspiller |
| 23  | Anna Sophie Okkels   | Danmark      | Venstre Back |
| 29  | Camilla Fangel       | Danmark      | Stregspiller |

## Kendte spillere fra klubben
- Gitte Brøgger Led  – venstre fløj (2005-2011)
- Iwona Cecotka  – venstre back (2007-2010)
- Maibritt Kviesgaard  – højre fløj (2009-2011)
- Arna Sif Palsdottir  - stregspiller (2013-2015)
- Susann Müller  – højre back (2010-2011)
- Trine Troelsen  – venstre back (2007-2009)
- Karin Mortensen  – målvogter (2009-2010)
- Marta Tomac  - playmaker (2010-2011)
- Pearl van der Wissel  playmaker (2011-2012)
- Lina Rask  - højre fløj (2012-2016)
- Natascha Ohlendorff  - venstre back (2013-2015)
- Choi Im-jeong  - højre back (2007-2009)
- Huh Soon-young  - stregspiller (2007-2009)

## Europæiske kampe
I sæsonen 2004/2005 deltog SK Aarhus i den europæiske klubturnering EHF Cup winner's Cup, hvor de nåede til 4. runde. De startede i 3. runde, hvor de slog McDonald's Wr.Neustadt fra Østrig med 63-43 samlet, men led selv samme skæbne i runden efter, hvor kroatiske Podravka Vegeta, Koprivnica vandt en samlet 56-44-sejr over to kampe.

## Historiske placeringer
| Sæson   | Grundspil | Slutspil                 | Europæisk kvalifikation | Række          |
| ------- | --------- | ------------------------ | ----------------------- | -------------- |
| 2000/01 | 10        | Ikke kvalificeret        | Ikke kvalificeret       | Håndboldligaen |
| 2001/02 | 8         | Ikke kvalificeret        | Ikke kvalificeret       | Håndboldligaen |
| 2002/03 | 10        | Ikke kvalificeret        | Ikke kvalificeret       | Håndboldligaen |
| 2003/04 | 9         | Ikke kvalificeret        | Cup Winners' Cup        | Håndboldligaen |
| 2004/05 | 11        | Ikke kvalificeret        | Ikke kvalificeret       | Håndboldligaen |
| 2005/06 | 1         | Ikke kvalificeret        | Ikke kvalificeret       | 1. division    |
| 2006/07 | 10        | Ikke kvalificeret        | Ikke kvalificeret       | Håndboldligaen |
| 2007/08 | 7         | Ikke kvalificeret        | Ikke kvalificeret       | Håndboldligaen |
| 2008/09 | 3         | 4                        | EHF Cup                 | Håndboldligaen |
| 2009/10 | 10        | Ikke kvalificeret        | Ikke kvalificeret       | Håndboldligaen |
| 2010/11 | 7         | Ikke kvalificeret        | ?                       | Håndboldligaen |
| 2011/12 | 8         | Ikke kvalificeret        | ?                       | Håndboldligaen |
| 2012/13 | 5         | Ikke kvalificeret        | ?                       | 1. division    |
| 2013/14 | 2         | Oprykning til Dameligaen | Ikke kvalificeret       | 1. division    |
| 2014/15 | 8         | Ikke kvalificeret        | Ikke kvalificeret       | Håndboldligaen |
| 2015/16 | 10        | Nedrykningskval          | Ikke kvalificeret       | Håndboldligaen |
| 2016/17 | 9         | Ikke kvalificeret        | Ikke kvalificeret       | Håndboldligaen |